# 제1낙하산검기병연대
제1낙하산검기병연대(1er Régiment de Hussards Parachutistes; 1er RHP)는 프랑스 육군의 연대급 규모 공수기병대다. 헝가리계 귀족으로 프랑스 원수가 된 라디슬라 이냐세 드 베르체니가 1720년 창설한 검기병대가 그 시초다. 주둔지는 타르브이며 제11낙하산여단에 속한다.

## 같이 보기
- 후사르